# Bourre (jeu)
Pour les articles homonymes, voir Bourre et Borra (homonymie).
La Bourre est un jeu de cartes d'origine occitane (La borra en occitan). Il se joue avec 32 cartes.

## Règles
L'ordres de valeur est le suivant : Roi, Dame, Valet, As, 10, 9, 8, 7.
De nombreuses variantes existent selon les régions. La plus courante se joue à 3 ou 4 joueurs. Chacun reçoit 5 cartes et mise dans un pot une somme égale définie auparavant. Cette mise est partagée en fin de tour en fonction du nombre de plis réalisé par chaque joueur.
Si un joueur n'a pas fait de pli, on dit qu'il est « bourru » (borrut en Occitan). Il doit alors, au tour suivant, rajouter à la mise le double de la somme qui vient d'être partagée par ses adversaires.
Il peut y avoir plusieurs perdants et ce, plusieurs fois d'affilée. Ainsi, le montant du pot peut vite atteindre des montants élevés.

### La bourre Comtadine
La bourre Comtadine, la bourra en provençal comtadin, est une des variantes de la bourre jouée généralement dans la zone géographique du Comtat Venaissin.
Les cartes ont les mêmes valeurs (Roi, Dame, Valet, As, 10, 9, 8, 7), et elle se joue de 2 à 5 joueurs. Chacun des joueurs mise la même somme dans le pot avant la distribution des 5 cartes par joueur.
Dans l'ordre, chaque joueur a le choix de changer jusqu'à 2 cartes en piochant dans les cartes restantes (il peut changer 0, 1 ou 2 cartes, en une fois).
Puis le plus vieux des joueurs pose une carte de son choix. Le joueur suivant doit alors poser une carte de la même couleur, forcément supérieur, si le joueur suivant ne peut mettre une carte supérieure de la même couleur, on passe au joueur suivant et si aucun ne peut, le joueur ayant placé la dernière carte remporte le pli.
Le joueur ayant remporté le dernier pli joue à nouveau et ainsi de suite jusqu'à ce qu'il ne puisse y avoir de jeu.
Pour remporter un pli, il faut qu'au moins 2 joueurs aient joué.
Lorsque plus personne ne peut jouer (plus de cartes ou une personne a encore des cartes, mais les autres non), le joueur avec le plus de plis remporte le pot. Si deux joueurs ont le même  nombre de plis ou qu'il n'y a aucun pli (ce qui est peu probable), le pot reste et lors de la redistribution des cartes, on remise dans ce même pot.
Si un joueur n'a fait aucun pli, il est bourru, il doit miser le double des autres joueurs lors du prochain tour.
Généralement, pour éviter les confusions, on fixe le nombre de tours avant la partie.

## Expression
L'expression « être à la bourre », signifiant être pauvre, dans la misère, puis par extension, être en retard, proviendrait de ce jeu.
Lorsque l'un des joueurs ne faisait aucune levée, on disait alors qu'il était « bourru ». Au fil des manches, celui qui « bourrait » était celui qui avait perdu toute sa fortune, qui avait pris du retard dans le nombre de plis amassés.